# NK Sokol Milanovac
NK Sokol je nogometni klub iz Milanovca.
Trenutačno se natječe u 2. ŽNL Virovitičko-podravskoj.